# Belagerung von Maastricht (1673)
Solebay – Erste Schooneveld – Zweite Schooneveld – Maastricht – Texel – Bonn – Sinsheim – Seneffe – Enzheim – Türkheim – Sasbach – Konzer Brücke – Stromboli – Augusta – Palermo – Philippsburg – Maastricht – Valenciennes – Tobago – Cassel – Kokersberg –  Freiburg – Ypern – Rheinfelden – Saint-Denis
Die Belagerung von Maastricht fand im Rahmen des Holländischen Krieges vom 13. bis zum 26. Juni 1673 statt. Gegen eine niederländisch-spanische Besatzung kämpften die Franzosen. Geführt wurden die Belagerer von König Ludwig XIV. persönlich, die eigentliche Belagerung aber leitete Sébastien Le Prestre de Vauban. Dieser setzte dabei erstmals neuartige Techniken des Belagerungskrieges ein. Die Stadt kapitulierte schließlich.

## Vorgeschichte
Ludwig XIV. hatte 1672 die Niederlande angegriffen und mit Hilfe seiner Verbündeten wie dem Bischof von Münster Christoph Bernhard von Galen und dem Erzbischof von Köln Maximilian Heinrich von Bayern große militärische Erfolge errungen (Rampjaar). Da die niederländische Armee den Franzosen nicht gewachsen war, vermied sie größere Schlachten. Die meisten Truppen waren in den Festungen wie Maastricht und anderen konzentriert, die für die Franzosen ohne lange Belagerung nicht einnehmbar waren. Die Invasion wurde zudem erheblich durch die Öffnung der Schleusen und der Überflutung von Teilen des Landes (Holländische Wasserlinie) aufgehalten. In den Niederlanden war währenddessen die republikanische Regierung unter Johan de Witt zusammengebrochen. Wilhelm III. von Oranien, der so an die Macht gekommen war, bedrohte im Dezember des Jahres von Maastricht aus die französischen Nachschublinien.
Für das folgende Kriegsjahr plante Ludwig XIV. die Stadt Maastricht als eine Schlüsselfestung einzunehmen. Zur Deckung vor den Spaniern wurden 30.000 Mann unter Henri de La Tour d’Auvergne, vicomte de Turenne nach Flandern geschickt. In ähnlicher Weise sollten 30.000 Mann unter Louis II. de Bourbon, prince de Condé Gefahren aus dem deutschen Raum abwehren. Ludwig XIV. selbst führte eine Armee von 48.000 Mann in Richtung Maastricht.
Maastrichts Befestigungswerke waren seit dem 16. Jahrhundert stets ausgebaut worden. Es gab fünf Hornwerke, breite Gräben die geflutet werden konnten und zahlreiche Außenwerke (Demi-lunes). Die Besatzung bestand aus etwa 6000 niederländischen und spanischen Soldaten. Dies waren etwa 3000 Mann weniger als angefordert worden waren, aber dennoch deutlich mehr als bei der letzten Belagerung 1632 zur Verfügung standen.

## Verlauf
Die französischen Truppen erreichten Maastricht am 11. Juni und zwangen 7000 Bauern zum Bau der Belagerungsanlagen. Der eigentliche Organisator der Belagerung war Vauban, ein erfahrener Festungsbaumeister. Maastricht war jedoch die erste größere Stadt, die er belagerte. Er ließ zunächst Circumvallations- und Contravallationlinien um die Stadt herum bauen. Diese Arbeiten waren am 14. Juni beendet. Danach ließ er Laufgräben parallel zu den Bereichen der Festungswerke anlegen, die er angreifen wollte. Vauban entschied sich für den Angriff auf ein Hornwerk im Südwesten der Verteidigungsanlagen. Die Geschütze wurden in Stellung gebracht und am 18. Juni begann der Beschuss. Daraufhin ließ er Laufgräben zickzackartig weiter in Richtung Befestigungen graben. Diese Form der Gräben erschwerte es den Belagerten, die Gegner zu treffen, wenn sie sich zwischen den Parallelen bewegten. Nahe der Befestigungswerke wurde schließlich eine weitere Parallele angelegt. Von dort konnten die Geschütze die Mauern aus kurzer Entfernung bestreichen. Diese Technik wurde noch lange Zeit als Parallelen bezeichnet.
Am 24. Juni waren die Parallelen fertig. Am Tag des Johannes des Täufers wollte Ludwig XIV. eine Messe im Dom zu Maastricht feiern. Daraufhin befahl er einen Sturmangriff. Dieser wurde unter anderem von den königlichen Musketieren unter Charles d’Artagnan de Batz-Castelmore geführt. Der Gegenangriff vertrieb die Franzosen von den Wällen. Lediglich dreißig konnten sich bis zum Morgen halten, ehe sie sich ebenfalls zurückziehen mussten. Am nächsten Morgen führte James Scott, 1. Duke of Monmouth die nächsten Angriffe auf die Stadt. Bei einem dieser Kämpfe wurde d’Artagnan tödlich verwundet. Da die Angriffe erfolglos waren, befahl Ludwig XIV. erneut den Beschuss der Festungswerke.
Der Gouverneur der Stadt sah sich schließlich unter dem Druck der Bürger und der Soldaten gezwungen zu kapitulieren.

## Folgen

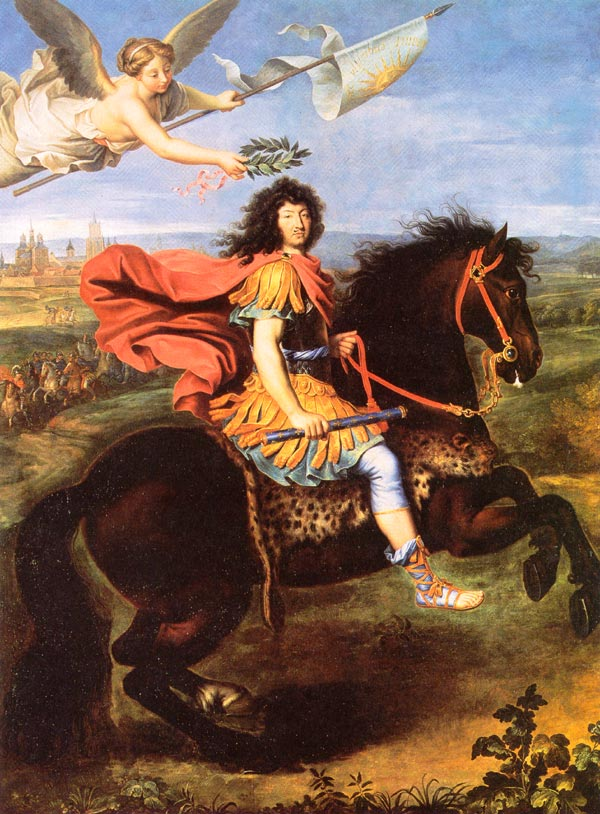
Pierre Mignard: Ludwig XIV. vor Maastricht

Ludwig XIV., der ohne einen seiner bekannten Heerführer die Truppen anführte, verbuchte den Fall der Stadt als persönlichen Sieg, was er dazu nutzte, sein Ansehen im eigenen Land weiter zu steigern. Auf zahlreichen Bildnissen und Tapisserien wurde der Triumph verewigt. Nachdem er auch die Dauphiné besetzt hatte und 1674 nach Versailles zurückgekehrt war, wurden große Festlichkeiten veranstaltet. Die Technik der Parallelen, die Vauban hier erstmals nutzte, wurde zum Standardverfahren bei der Belagerung von Festungen und blieb noch bis zum Beginn des 19. Jahrhunderts in Gebrauch. In den Niederlanden selbst waren die französischen Truppen weniger erfolgreich und mussten sich teilweise zurückziehen. Maastricht konnte bei der folgenden Belagerung 1676 ebenfalls gehalten werden, blieb bis Kriegsende in französischer Hand, wurde dann aber gemäß der Bedingungen des Friedens von Nimwegen zurückgegeben.